# Fixer
Fixer —Arreglador en España— es el nombre de dos personajes de ficción diferentes que aparecen en los cómics estadounidenses publicados por Marvel Comics: Roscoe Sweeney y Paul Norbert Ebersol.
Roscoe Sweeney fue interpretado por Kevin Nagle en la serie Marvel Cinematic Universe de Netflix, Daredevil.

## Historial de publicaciones
El primer personaje de Marvel Comics conocido como Fixer fue Roscoe Sweeney. Apareció por primera vez en Daredevil #1 (abril de 1964) y fue creado por Stan Lee, Jack Kirby y Bill Everett.
La segunda versión de Fixer fue el supervillano Paul Norbert Ebersol, que apareció por primera vez en Strange Tales # 141 (febrero de 1966) y fue creado por Stan Lee y Jack Kirby.Mucho más tarde, apareció como personaje habitual en Thunderbolts, hasta que se vio obligado a abandonar el equipo.

## Biografía ficticia del personaje

### Roscoe Sweeney
Roscoe Sweeney era un gánster promotor de peleas y torcida que estuvo involucrado en la extorsión e ilegal de juegos de azar que operó como el "Fixer". Él pagó al boxeador "Battling Jack" Murdock a tener una caída y perder una pelea. Murdock aceptó el dinero, sin embargo, por la cuestión de su hijo, Matt Murdock, se convirtió en el boxeador decidido a continuar la lucha y, finalmente ganando por nocaut. La mano derecha de Fixe, Slade, mató a Jack, después de la pelea en la venganza. El aprendizaje del asesinato de su padre y que prometió llevar a los hombres al igual que Fixer a la justicia, Matt Murdock se hizo abogado y también como el superhéroe Daredevil para hacerlo. Fixer y Slade fueron al gimnasio de Fogwell donde se encontraron con Daredevil. Cuando Fixer y Slade corrieron por ello de que fueran desarmados, Daredevil los persiguió en la estación de metro. Después de que Daredevil se tropezó con Slade, Fixer tuvo un fatal ataque al corazón cuando se enfrentan a Daredevil y murió. A medida que el cuerpo de Fixer cayó sobre las vías del metro, Daredevil se detuvo a un metro de correr sobre el cuerpo del Fixer. Slade fue detenido y condenado a muerte por la silla eléctrica.

### Paul Norbert Ebersol
Paul Norbert Ebersol nació en Dayton, Ohio. Era un científico que se llevó a cabo una serie de trabajos, incluyendo como mecánico, reparador de televisores y ayudante de laboratorio de electrónica. Luego se convirtió en el segundo y más prominente "Fixer", un supervillano y genio criminal - nivel inventor que a menudo ha trabajado para los carteles criminales como HYDRA.
En su primera aparición, se escapó de la prisión, se asoció con su compañero Mentallo en un intento de adquisición de la sede S.H.I.E.L.D. de Nueva York, e incluso capturando a Nick Fury. Fixer y Mentallo fueron vencidos por Tony Stark y los soldados de S.H.I.E.L.D. Su conexión con ellos fue revelada; y les reveló más tarde como parte de HYDRA. Detrás de las escenas, incluso fue revelado como el jefe de la División de Ciencias de HYDRA.
Con Mentallo, Fixer más tarde, escapó de prisión de nuevo. Invadieron la sede de S.H.I.E.L.D. en Nueva York y capturaron a La Mole. A continuación, invadieron el Edificio Baxter, se enfrentaron la Mole y Nick Fury, y utilizan la máquina del tiempo del Doctor Doom para llevar a Deathlok de su futuro alternativo. Mentallo entonces, controlada por la mente de Deathlok en un intento de asesinato del presidente de los Estados Unidos, pero Fixer y Mentallo fueron vencidos por Los 4 Fantásticos y puesto bajo custodia por S.H.I.E.L.D., la pareja fue liberada de la prisión por una fuerza HYDRA, controlado por el Barón Karza. Fixer creó la máquina de la vida y de inteligencia Computrex, que fue destruido por los Micronauts que luego derrotó a Fixer y Mentallo.
Fixer y Mentallo a continuación, ayudados por un profesor de energía en su intento de añadir los poderes del Profesor X a Mentallo, pero fueron derrotados por Spider-Man. Fixer intentó saquear en el Observatorio Neptuno de invenciones de Bruce Banner, pero fue capturado por el Capitán América. Fixer invadió la costa oeste de Los Vengadores, compuesto en un intento de robar la armadura de Iron Man, pero fue derrotado por Iron Man y Ka-Zar.
Cuando el Baron Helmut Zemo formó la cuarta encarnación de los Maestros del Mal, Fixer le sirvió como su mano derecha. Cuando los Maestros del Mal invadieron la Mansión de los Vengadores, Fixer ha creado un dispositivo que permite al Barón Zemo para controlar el apagón. Fixer ayudó a diseñar la captura del Capitán América, Caballero Negro y Edwin Jarvis. Fixer fue detenido por el Hombre Hormiga. Detrás de las escenas, Fixer fue dominado por el Super-Adaptoide que cambió de lugar con él. El Super-Adaptoide disfrazado por Fixer, que más tarde escapó de prisión. Fue descubierto por los Vengadores en la antigua tubo de confinamiento del Adaptoide en la Isla Avengers. Fixer más tarde escapó de prisión con Chaqueta Amarilla que luego rechazó sus avances románticos. Fixer seguido por Chaqueta Amarilla y luchó con él y el Caballero Negro antes de escapar.
En la segunda encarnación de los Maestros del Mal de Zemo, el equipo cambió su identidad a los Thunderbolts, mientras Fixer adoptó el alias de Techno. Fue luego cuando Zemo aparentemente murió cuando su cuello se rompió por el hierro, uno de los elementos de Doom y se transfirió su mente en un robot cuerpo, y esto Techno lo echó a un lado, el único de los Thunderbolts, con Zemo cuando él siguió adelante con su plan para conquistar el planeta.
Zemo y Techno fueron a una de las bases de Zemo, donde Techno comenzó a experimentar con la clonación, ofreciendo para clonar a Zemo un organismo sin cicatrices, e incluso clonando a Kevin Costner para la diversión en un momento dado. Después de los dos cayeron a cabo, Techno infiltró en los rayos mediante la sustitución de Ogro, mientras continuaba sus experimentos detrás de las escenas, incluyendo la recuperación de la sacudida del cuerpo cuando la mataron y colocándolo en un tubo de curación. 
Suplantación del ogro de Techno terminó cuando la Plaga del Inframundo polizón dentro de él, encogido, y destruyó su cuerpo desde el interior, mientras que él se negó a matar a la sacudida de nuevo que le permita construir un nuevo cuerpo. Sin embargo, su plan de copia de seguridad funcionó, y su conciencia fue devuelto a su original, cuerpo humano, sobre todo curado, aunque el daño a los nervios en el cuello significaba que requiere su tecnología-pac para evitar el daño y Ebersol, en un principio amnésico del robot de exploits, volvieron a llamar a sí mismo a Fixer. 
Fijador y luego se convirtió en uno de los Redentores, un equipo respaldado por el gobierno mediante el cual los delincuentes podrían utilizarlo para acelerar sus oraciones y limpiar su registro, hasta que la mayoría de ese equipo fue sacrificado por Gravitón. Se unió a los rayos reunidos para detener a Gravitón, y fue uno de los miembros del equipo de exiliados contra la Tierra. Por una complicada serie de eventos, al final del viaje a Contra-Tierra, la conciencia de Zemo terminó en tecnología-pac de Fixer. Con la amenaza de desactivarlo y dejarlo tetrapléjico, Zemo logró forzar a Fixer para transferir la conciencia del Barón al cuerpo de su homólogo Contratierra. 
El equipo se mantuvo sobre la lucha contra la Tierra durante algún tiempo, hasta que, en el sellado de una grieta, volvieron a casa, dejando la sacudida (a quien Fixer salvó de la quema a cabo para ayudar a sellar la grieta) por detrás. Finalmente, después de que Moonstone se volvió loca, Fixer ha amueblado un dispositivo que podría dar a los Vengadores y los Thunderbolts combinó un par de segundos para hacer su movimiento; que luego se fue. 
Más tarde, Deadpool visitó a Fixer en su casa de vacaciones para conseguir su ayuda en el ahorro de Cable. Después de una breve lucha, Fixer aceptó el desafío (e inducción monetaria de Deadpool), y se une con éxito nueva malla, benigna, tecno-orgánico para Cable. Algún tiempo después de esto, Fixer de repente volvió a aparecer para salvar a su excompañero de equipo, MACH-IV de una caída. Fixer reclutó a MACH-IV para unirse a un grupo secreto dirigido por Zemo para combatir y destruir a Genis-Vell, un miembro de los Thunderbolts de Zemo quien había vuelto a la vida. El proceso estaba viciado, sin embargo, y la existencia de Genis, ahora amenazada del universo. 
Después de que Genis fue destruido, Fixer se quedó con los Thunderbolts, que ahora estaban dirigida por Zemo. Él ayudó al equipo a reclutar a supervillanos a la causa pro-registro durante la Guerra Civil. También ayudó a Zemo a salvar la fuente de alimentación de CA del Gran Maestro. Después de que Zemo fue traicionado y los Thunderbolts fueron puestos bajo el control de S.H.I.E.L.D., Fixer y MACH-IV se ofrecieron puestos de trabajo con la Comisión de Actividades Superhumanas.
Ebersol ha sido identificado como uno de los 142 superhéroes registrados que aparecen en la portada del cómic.
Durante la historia de la Edad Heroica, Fixer trabaja como supervisor de la balsa en su sección de supervillanos masculinos cuando el capitán Steve Rogers y Luke Cage llegan para reclutar a Fantasma.
Además de trabajar con Thunderbolts, Fixer también ha sido visto trabajando con Barón Zemo.
Durante la historia de Fear Itself, Fixer fue visto trabajando en un campo de fuerza para asegurar a los prisioneros acorralados que escaparon de la balsa después de que Juggernaut, en forma de Kuurth: Destructor de Almas, lo nivelara.
Después de escapar de la Balsa viajando en el tiempo, los Thunderbolts terminaron reuniéndose con sus contrapartes: el primer equipo de Thunderbolts. Siendo tan arrogantes como ellos, Fixer presente y Fixer pasado entraron en una discusión en la que Fixer mató impulsivamente a su yo pasado. Para preservar la línea de tiempo, Fixer se cambió quirúrgicamente para restaurar su apariencia más joven y conservó su edad mediante una transfusión de sangre de Centurius. Fixer y los recuerdos pasados de Thunderbolts fueron borrados, dejando a Fixer en un bucle de tiempo estable y preservando la línea de tiempo después de su error.
Durante el argumento de Avengers: Standoff!, Fixer reaparece donde se muestra que es un prisionero de la comunidad cerrada establecida por S.H.I.E.L.D., Pleasant Hill, donde Kobik, fragmentos de un Cubo Cósmico transformado en un niño casi omnipotente, lo convirtió en un mecánico de modales suaves llamado Phil. Phil pudo ver a través de esto y organizó una reunión con un hombre llamado Jim. Al mostrar el video de entrenamiento, robó los detalles sobre Pleasant Hill de la alcaldesa Maria Hill para los Cadetes de S.H.I.E.L.D., Phil usó una máquina que él inventó para volverse en Fixer y Jim en Barón Helmut Zemo. Ambos prometieron usar el dispositivo en los otros supervillanos con lavado de cerebro y reducir a Pleasant Hill a polvo. Fixer y Barón Zemo comenzaron a restaurar los recuerdos de los otros internos uno por uno. Fixer más tarde inventó un dispositivo que ayudaría al Barón Zemo y sus villanos a encontrar a Kobik.
Tras el incidente de Pleasant Hill, Fixer se unió a la encarnación de los Thunderbolts de Soldado del Invierno con el objetivo de evitar que S.H.I.E.L.D. continuara con el Proyecto Kobik.
En el momento en que el Barón Zemo formó la tercera encarnación de los Maestros del Mal, Fixer se unió a los Thunderbolts para luchar contra ellos, lo que termina con la derrota de los Thunderbolts.
Durante la parte del "Salvo de apertura" de la historia del Imperio Secreto, Fixer desertó a los Maestros del Mal después de que Winter Soldier fue enviado a tiempo a la Segunda Guerra Mundial y Kobik se había destrozado. Mientras Atlas y Moonstone trabajaban para reunir las piezas de Kobik, Fixer mantuvo el inventario de las piezas que tiene con Erik Selvig. Más tarde, Fixer estuvo presente cuando el Capitán América reprogramado por Kobik le aconsejó al Barón Helmut Zemo que los Maestros del Mal fueran parte del Ejército del Mal.

## Poderes y habilidades
La segunda versión del Fixer, es un genio intuitivo al invención de las armas y otros dispositivos eléctricos y mecánicos. Ha diseñado numerosos dispositivos y parafernalia para sí mismo, incluyendo el chaleco antibalas. Como armamento, ha utilizado diversos dispositivos, incluyendo bombas, dispositivos de interferencia electrónica, misiles guiados, amplificadores sónicos, escáneres de ondas cerebrales, y las vainas de control mental. También ha incorporado discos de anti-gravedad que se estampen en pie y permitan el vuelo a la velocidad del sonido, así como una máscara especial que contiene un suministro de aire de tres horas y actúa como una válvula de reducción de presión de aire, así como permitir el vuelo en alta velocidad y gran altitud. Techno cuerpo del fijador puede controlar mentalmente su cuerpo robótico que es capaz de asumir prácticamente cualquier forma de cañones hornos para martinetes para igualar la forma de una estación espacial. Para asumir formas más grandes, Tecno absorbe la masa de otros materiales mecánicos cerca. El cuerpo de Techno también podría transformarse en formas que aparecían completamente orgánica, al igual que con el pretexto de la supuesta Thunderbolt de la máquina-Smith ogro.

## En otros medios

### Televisión
- El personaje (como el Sr. Fix) aparece en Iron Man: Armored Adventures, con la voz de Donny Lucas. Él es un genio inventor y un traficante de armas de alta tecnología con vínculos con la Maggia. Para su protección, emplea equipos de comunicaciones y vigilancia altamente sofisticados, equipos de soldados e individuos equipados con armas de alta tecnología. 
  - En la primera temporada, el episodio "Whiplash", el Sr. Fix ordena a Whiplash que mate al padre del agente del FBI de Pepper Potts (que está a punto de arrestarlo); luego, el Sr. Fix envía Whiplash después de Pepper ella misma. Whiplash falla en ambas tareas; en última instancia, Iron Man lo derrota. En el episodio "Man and Iron Man", el Sr. Fix envía un Whiplash mejorado para vengarse de Iron Man. Él casi muere cuando su laboratorio es destruido. En el episodio "No te preocupes, sé feliz", Iron Man sugiere que el Sr. Fix está tratando de eliminar a Unicornio y Killer Shrike al saber que el Sr. Fix los contrató para robar, pero, sin su conocimiento, los equipó con explosivos lo suficientemente poderosos como para destruir toda la ciudad.
  - El Sr. Fix más tarde regresa en la segunda temporada bajo el empleo de una figura sombría y tiene a Whiplash de secuestrar a Obadiah Stane y Justin Hammer (quién había orquestado su propio secuestro). Después de escapar de Iron Man, el Sr. Fix descubre que su misterioso benefactor era Hammer. La asistente de Hammer, Sasha luego implanta un nano virus en el Sr. Fix y que Hammer lo activaría en el archivo de computadora, si el Sr. Fix lo amenaza o deja sus servicios. En el episodio "Mira hacia la luz", el Sr. Fix le da a Justin Hammer un disco con la información necesaria para completar el Proyecto Titanium. En el episodio "Titanium vs. Iron", el Sr. Fix completa aún la armadura Titanium Man y Hammer quiere probarlo. Cada vez más impaciente porque el Sr. Fix aún no había encontrado una forma de unir adecuadamente el titanio de la armadura a vibranium después de la primera salida como Hombre de titanio, Hammer activa el nano virus que mata a su cuerpo físico. Sin embargo, Hammer sacó un disco flash con la conciencia del Sr. Fix y lo colocó en una consola cercana. Hammer le dice al Sr. Fix que su conciencia ha evolucionado a costa de su cuerpo y que ahora puede trabajar en los otros proyectos de Hammer 24/7. En el episodio "The Hawk and the Spider", Hammer habla con el Sr. Fix 2.0 sobre la prueba exitosa de la armadura Titanium Man ligada a vibranium, y le da el chip de interfaz de usuario que tomó de Black Widow y Hawkeye. Hammer le dice al Sr. Fix 2.0 que busque la manera de hacer que funcione el chip o que se deshará de él. En el episodio "Hostile Takeover", el Sr. Fix 2.0 trabaja en la "disección" de Iron Man (cuya armadura estaba bloqueada para ahorrar suficiente energía al ser derribado por Titanium Man) incluso cuando la armadura de Iron Man se recarga accidentalmente. durante Killer Shrike y la pelea de Unicornio. Cuando Hammer recibe un golpe tratando de quitar el casco Iron Man, el Sr. Fix 2.0 le dice a Hammer que War Machine se acerca a Hammer Multinational. En el episodio "The Hammer Falls", el Sr. Fix 2.0 crea el Zombie Gas que Hammer prueba en el Conde Nefaria. Cuando el Sr. Fix 2.0 no puede rastrear la llamada de un individuo que recientemente comenzó a chantajear a Hammer, Hammer lo amenaza. Se revela que el Sr. Fix 2.0 fue responsable del chantaje y ayudó a Iron Man a exponer a Hammer como parte de su venganza por lo que Hammer le hizo. Después de que Hammer caiga de su armadura Titanium Man, el Sr. Fix 2.0 atrapa a Hammer en una cámara Zombie Gas, lo que da como resultado que Iron Man destruya la consola en la que está el Sr. Fix 2.0, lo que hace que se desintegre.

- La versión de Paul Ebersol, Fixer aparecerá en el anime de la serie Marvel disco Wars: The Avengers.[32]

- Roscoe Sweeney aparece en la serie de televisión de Netflix Daredevil, interpretado por Kevin Nagle. Al igual que en los cómics, que ha matado a Jack Murdock cuando el boxeador se niega a tomar un baño en uno de los partidos.[33] Tras la muerte de Jack, Sweeney abatido en otro país bajo el alias de Al Marino. En el episodio "Kinbaku", Sweeney regresa a su casa en la que está sometido por Elektra para que Matt Murdock pueda promulgar su venganza. Matt deja gravemente herido a Roscoe pero se niega a matarlo. En su lugar, Matt lo entrega a la policía, para una gran decepción de Elektra.[34]

- Paul Ebersol aparece en Avengers: Ultron Revolution, con la voz de Rick D. Wasserman:[35]
  - En el episodio 4, "Sitiados", él fue un trabajador de Industrias Stark hasta que fue despedido por revelar secretos de la compañía. Se une como miembro a los Maestros del Mal, debido a su odio por Iron Man en atacar Industrias Stark, al ser detenidos por los Vengadores, son rescatados por el Barón Helmut Zemo siendo su jefe y engañan a los Vengadores en apoderarse de su torre, enfrentándose a Hawkeye.
  - En el episodio 5, "Los Thunderbolts", hace su aparición como Techno, junto con otros héroes llamados los Thunderbolts.
  - En el episodio 6, "Los Thunderbolts al Descubierto", se descubre como Fixer, cuando él y los Maestros del Mal decidieron ayudar a los Vengadores a detener al Barón Zemo de usar las partículas de Klaw.

### Cine
- En la película Daredevil, la versión de Roscoe Sweeney como Fixer, se cambia el nombre de Falon (interpretado por Mark Margolis), mientras que el carácter de Slade se sustituye por Wilson Fisk.

### Videojuegos
- La versión de Paul Ebersol Fixer se ofrece como un jefe en el Facebook del juego Marvel: Avengers Alliance. Lo ofrecen en una misión capítulo 3 llamada "Resolución de RAID-ical". Él es también un personaje jugable a través de ganar cajas de seguridad durante la temporada de pvp 17.
- Techno aparición de Pablo Ebersol aparece en Lego Marvel Vengadores.
- La versión de Paul Ebersol Fixer aparece en Marvel: Avengers Alliance 2.[36]